# Anton Edol Forslund
Anton Edol Forslund, född 11 juli 1834 i Birkerød, Danmark, död 12 mars 1927 i Malmö. Han arbetade 1862–1873 som cigarrmakare. Han fick 12 september 1873 bevis att idka fabriksrörelse. 1890–1909 arbetade han som pianofabrikör.

## Biografi
Forslund föddes 11 juli 1834 i Danmark. Han var son till timmergesällen Johannes Forslund (1803–1846) och Olena Olsson /(född 1802). Familjen flyttade 1836 till Malmö. 1859 flyttade Forslund till Stockholm. Flyttade 1862 till kvarter 13 Jerusalem. Flyttade 1866 till kvarter 11 Rostock. Flyttade 1890 till kvarter 10 Sågen.
Forslund gifte sig 17 maj 1862 med Johanna Christina Petersson (1835–1895). De fick tillsammans barnen Frans Emil (född 1862), Anton Constantin (född 1866), Alma Elvira (född 1869) och Johanna Beata Carolina (född 1875).